# Tulare (Kalifornia)
Tulare – miasto w Stanach Zjednoczonych, w stanie Kalifornia, w hrabstwie Tulare.
Miasta partnerskie:
- Angra do Heroísmo
- Inverell